# 天神塚村
天神塚村（てんじんづかむら）は、かつて新潟県北蒲原郡にあった村。

## 沿革
- 1889年（明治22年）4月1日 - 町村制施行に伴い北蒲原郡上高田村、高田村ノ内、上飯塚村、船居村、沖ノ館村、榎船渡村、沖村、島田新村、本明新村新田、下福岡村、泉新村新田、萩島新村新田、天神堂村、千原新村新田が合併し、天神塚村が発足。
- 1901年（明治34年）11月1日 - 北蒲原郡山倉村と合併し、神山村となり消滅。